# 互联网号码分配局
互联网号码分配局（英語：Internet Assigned Numbers Authority，缩写），是一家互联网地址指派机构，管理国际互联网中使用的IP地址、域名和许多其它参数的机构。
IP地址、自治系统成员以及许多顶级和二级域名分配的日常职责由国际互联网注册中心（IR）和地区注册中心承担。IANA是由ICANN管理的。